# Rinoceront llanut
El rinoceront llanut (Coelodonta antiquitatis) és una espècie extinta de rinoceront que visqué durant el Plistocè, però no va sobreviure a l'última edat de gel. El rinoceront llanut és un dels membres de la megafauna del Plistocè. Visqué a les estepes del nord d'Euràsia, on el seu parent, l'unicorn gegant (Elasmotherium), tenia una distribució més meridional. El rinoceront llanut tenia una pell gruixuda igual que el seu parent més proper, el rinoceront de Sumatra. També tenia una capa de greix gruixuda per mantenir-lo calent de les condicions fredes que hi havia en aquella època.

## Fisiologia
Aquest animal herbívor feia prop de 3,7 m de llarg i 1,7 metres d'alçada a la creu, no gaire més gran que un rinoceront blanc africà. Tenia dues banyes al morro, (la primera més gran que la segona). Tenia les cames gruixudes i el cos robust. El rinoceront llanut utilitzava les banyes per a treure la neu de la vegetació per a poder menjar durant l'hivern.

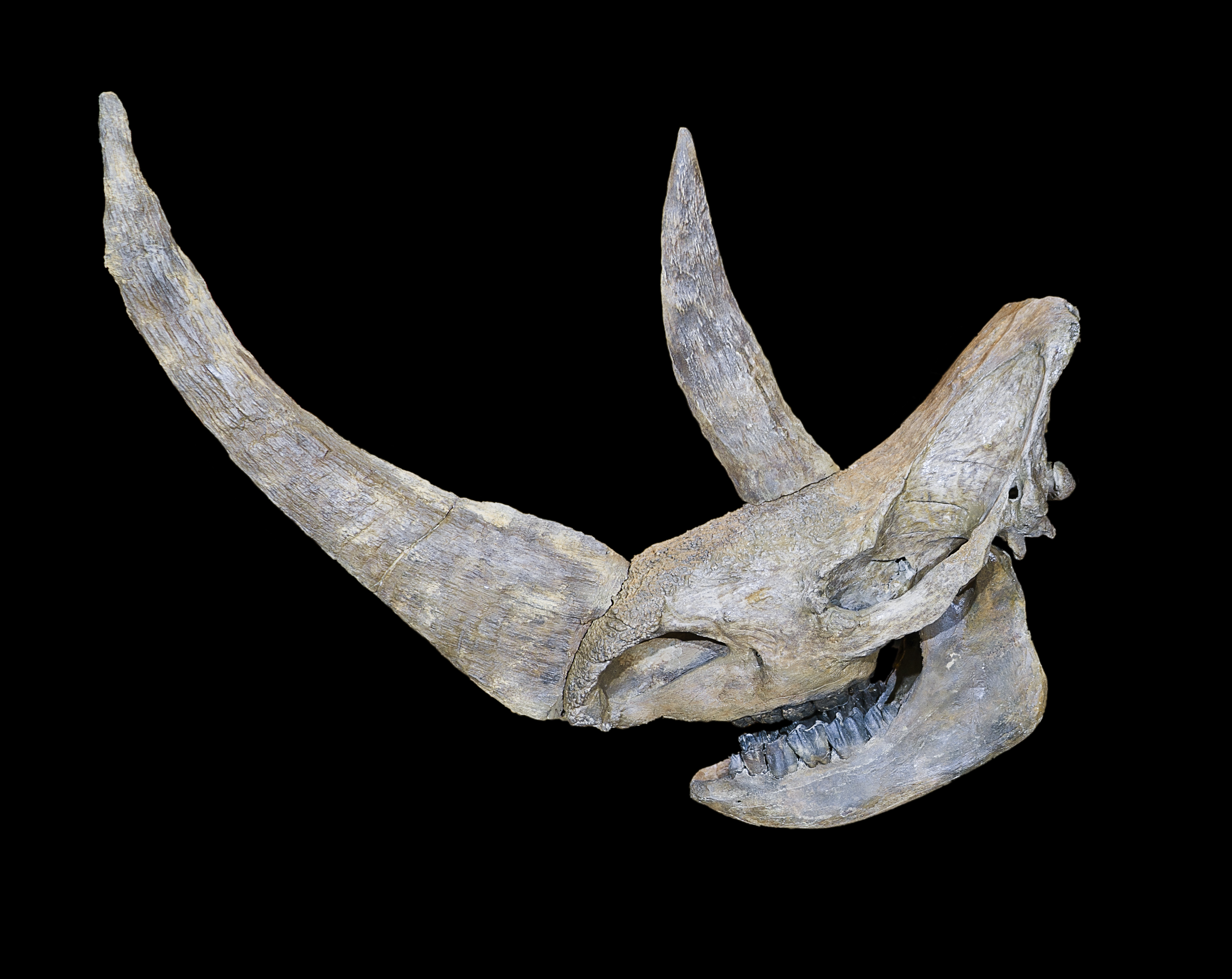
Crani de Coelodonta antiquitatis.

El rinoceront llanut estava molt ben adaptat al seu hàbitat. Els membres robustos i el pelatge llanut i gruixut foren ideals per a l'ambient d'estepa i tundra freqüent en les zones paleàrtiques durant les glaciacions del Plistocè. La seva àrea geogràfica s'ampliava o contreia segons s'alternaven els cicles freds i càlids, forçant els animals a emigrar o morir mentre retrocedien les glaceres.

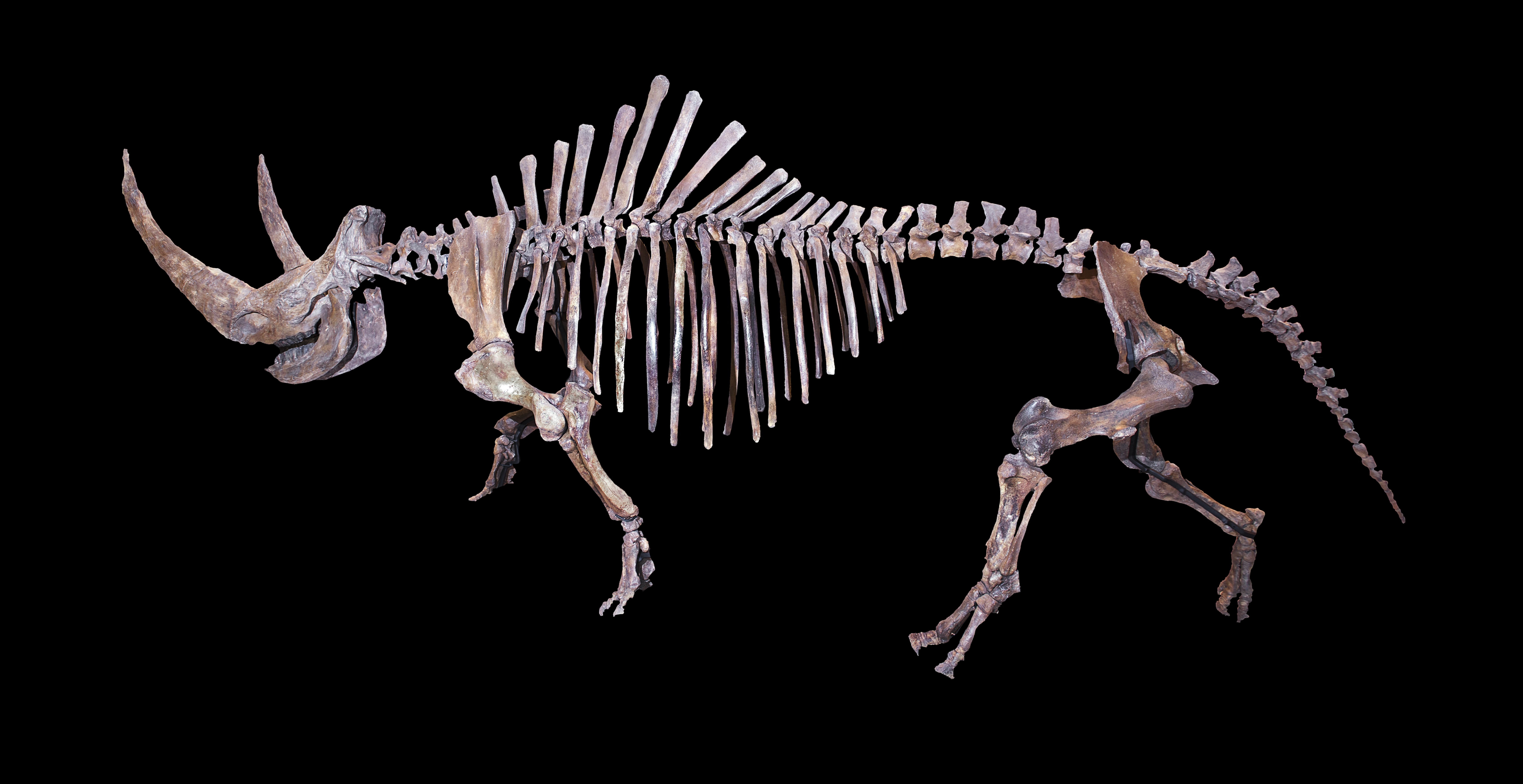
Coelodonta antiquitatis.

## Dieta
La controvèrsia ha envoltat l'alimentació del Coelodonta antiquitatis. La dieta del rinoceront llanut s'ha reconstruït usant diverses línies segon les evidències que s'han trobat. Les reconstruccions climàtiques indiquen que l'ambient on vivia era l'estepa i la tundra freda i àrida, amb els grans herbívors formant una part important del cicle de la regeneració. L'anàlisi del pol·len demostra un predomini d'herbes dins d'una vegetació més complicada.
Una investigació biomecànica del vector de la tensió del crani, de la mandíbula i de les dents d'un individu preservat va revelar la musculatura i les característiques dentals, que donen suport a una preferència d'alimentació de pastura.

## Extinció
Els rinoceronts llanuts, a diferència del que es creia, s'extingiren cap al 8000 aC a la Sibèria occidental, probablement per culpa dels canviaments climàtics, ja que ni els neandertals ni els humans mai no van caçar aquest animal a causa de la seva gran perillositat.